# Venomous Moon
"Venomous Moon" är en låt inspelad av de finländska rockgrupperna The Rasmus och Apocalyptica, utgiven som singel den 3 september 2021. Den skrevs av de fyra medlemmarna i The Rasmus och producerades av Martin Hansen. Låten planeras även släppas på The Rasmus kommande tionde studioalbum.
The Rasmus frontfigur Lauri Ylönen har sagt att låten handlar om isolering och att vara separerad från världen men att den skrevs innan Covid-19-pandemin.

## Musikvideo
Videon till låten regisserades av Vertti Virkajärvi och hade premiär på Youtube den 3 september 2021. Den har hämtat inspiration från TV-serien Stranger Things.

## Låtlista
Digital nedladdning
1. "Venomous Moon" – 3:45

## Medverkande
The Rasmus
- Lauri Ylönen – sång
- Eero Heinonen – bas
- Pauli Rantasalmi – gitarr
- Aki Hakala – trummor

Apocalyptica
- Paavo Lötjönen – cello
- Eicca Toppinen – cello, keyboard
- Perttu Kivilaakso – cello
- Mikko Sirén – trummor, keyboard, kontrabas

Produktion
- Martin Hansen – producent, ljudmix
- Tor Bach Kristensen – mastering